# Beate Almer
Beate Almer (n. 1970) este un fotomodel german. Ea a fost de profesie desenatoare tehnică, în 1994 este aleasă în Augsburg, Miss Bayern, iar în același an în Köln, câștigă titlul de Miss Germany.
La concursul de frumusețe Queen of the World în 1995 în Baden-Baden, ocupă locul doi. Beate Almer, trăiește în Augsburg și lucrează ca model.